# چیچال
چیچال روستایی از توابع بخش خورگام شهرستان رودبار در استان گیلان ایران است.

## جمعیت
این روستا در دهستان خورگام قرار دارد و براساس سرشماری مرکز آمار ایران در سال ۱۳۸۵، جمعیت آن ۱۱۲ نفر (۳۰خانوار) بوده است.

## زبان
مردم چیچال به زبان تاتی تکلم می‌کنند.